# Ace Magazines
Pour les articles homonymes, voir Ace Comics.
Ace Magazines est une maison d'édition dirigée par  Aaron A. Wyn (en) et sa femme Rose et d'abord spécialisée dans les pulps. Elle développe une ligne de comics en 1940. Le nom de cette filiale est Ace Comics. Elle disparaît en 1956, à la suite de la crise du comic book. Généraliste, Ace Comics publia tous types de comic book, en fonction des modes. Seuls quatre de ses titres dépassèrent les quarante numéros : Super-Mystery Comics (1940-1949), Crime Must Pay the Penalty! (1948-1955), Real Love et Love at First Sight (1949-1956).

## Documentation
- (en) Ace Magazines sur la Grand Comics Database.
- (en) Mike Benton, « Ace Magazines », The Comics Book in America. An Illustrated History, Dallas : Taylor Publishing Company, 1989, p. 90-91.